# Haematopus leucopodus
La beccaccia di mare di Magellano (Haematopus leucopodus Garnot, 1826) è un uccello della famiglia Haematopodidae.

## Distribuzione e habitat
Questo uccello vive in Argentina, Cile e nelle Isole Falkland, sulle coste sabbiose e presso laghi d'acqua dolce.